# Пиклеу (Бихор)
Пиклеу (рум. Picleu) насеље је у Румунији у округу Бихор у општини Брустури. Oпштина се налази на надморској висини од 157 m.

## Становништво
Према подацима из 2002. године у насељу је живело 895 становника.

### Попис2002.
| Расподела становништва по националности 2002.‍ | Расподела становништва по националности 2002.‍ | Расподела становништва по националности 2002.‍ | Расподела становништва по националности 2002.‍ | Расподела становништва по националности 2002.‍ |
| --------------------------------------------- | --------------------------------------------- | --------------------------------------------- | --------------------------------------------- | --------------------------------------------- |
|                                               |                                               |                                               |                                               |                                               |
| Румуни                                        | Румуни                                        |                                               | 863                                           | 96,6%                                         |
| Мађари                                        | Мађари                                        |                                               | 9                                             | 1,0%                                          |
| Словаци                                       | Словаци                                       |                                               | 21                                            | 2,4%                                          |